# Molinà
Il Molinà è un corso d'acqua a carattere torrentizio delle Dolomiti. Nasce in Val Antelao, percorre gli omonimi Piani e, giunto in Val d'Oten, riceve le acque dell'omonimo torrente Oten. Percorre la valle fino a sfociare nel lago di Centro Cadore, dopo un percorso di complessivi 7,34 km, presso Calalzo di Cadore. Il torrente prende il nome di Molinà dopo la confluenza con il rio Vedessana, dove in passato erano presenti mulini e impianti industriali per la produzione di tessuti.